# Edward Anhalt
Edward Anhalt (Nova Iorque, 28 de março de 1914 - Los Angeles, 3 de setembro de 2000) foi um roteirista estadunidense. Ele é mais conhecido por seu trabalho nos filmes Becket, o Favorito do Rei (1964) e Mais Forte que a Vingança (1972).